# Герб Рыбно-Слободского района
Герб муниципального образования Ры́бно-Слободский муниципальный район Республики Татарстан Российской Федерации.
Герб утверждён Решением № IX-3 Совета Рыбно-Слободского муниципального района 13 октября 2006 года.
Герб внесён в Государственный геральдический регистр Российской Федерации под регистрационном номером 2632 и в Государственный геральдический реестр Республики Татарстан под № 74.

## Описание герба
«В лазоревом поле серебряная рыболовная сеть, спускающаяся пологом слева и оставляющая свободной правую верхнюю часть щита, и поверх всего — золотая белуга в пояс, бьющая хвостом».

## Символика герба
В гербе района отражено его название, исторические, природные и экономические особенности.
Центр муниципального образования — село Рыбная Слобода — образовано в конце XVI столетия по указу Бориса Годунова. Слободу построили около острога, созданного для укрепления внешних рубежей Российского государства, на правом берегу реки Камы.
Своё название — «Рыбная» — слобода получила от широко распространённого здесь рыбного промысла, что было исторически и природно-географически обусловлено. Рыболовством занимались также и жители многих прикамских селений, входящих ныне в муниципальный район.
Голубое поле щита подчёркивает особую важность для района водных ресурсов: природной границей района является река Кама (Куйбышевское водохранилище), а три реки — Бетька, Ошняк и Шумбут, протекающие по территории района, объявлены памятниками природы. Синий, голубой цвет — также является символом чести, благородства, духовности.
Ажурное плетение сети аллегорически показывает традиционные для района кружевное и ювелирное ремесла. Рыбно-Слободские кружева отличались чётким рисунком с преобладанием геометрических узоров.
Золото — символ урожая, богатства, стабильности, уважения и интеллекта.
Серебро — символ чистоты, совершенства, мира и взаимопонимания.

## История герба
Идея герба: Василий Пузырьков (п. Рыбная Слобода).
Доработка герба произведена Геральдическим советом при Президенте Республики Татарстан совместно с Союзом геральдистов России в составе:
Рамиль Хайрутдинов (Казань), Радик Салихов (Казань), Ильнур Миннуллин (Казань), Константин Мочёнов (Химки), Кирилл Переходенко (Конаково), Оксана Афанасьева (Москва) при участии Михаила Медведева (Санкт-Петербург).